# Bharwāri
Bharwāri är en ort i Indien.   Den ligger i distriktet Kaushambi District och delstaten Uttar Pradesh, i den centrala delen av landet, 500 km sydost om huvudstaden New Delhi. Bharwāri ligger 106 meter över havet och antalet invånare är 16 411.
Terrängen runt Bharwāri är mycket platt. Runt Bharwāri är det tätbefolkat, med 849 invånare per kvadratkilometer. Närmaste större samhälle är Kunda, 17,5 km norr om Bharwāri. Trakten runt Bharwāri består till största delen av jordbruksmark.